# The Naked Gun 2½: The Smell of Fear
The Naked Gun 2½: The Smell of Fear (prt: Aonde É que Para a Polícia! 2½; bra: Corra que a Polícia Vem Aí! 2½) é um filme norte-americano de 1991, do gênero comédia, dirigido por David Zucker. É a sequência de The Naked Gun: From the Files of Police Squad!, por sua vez baseado na série de TV Police Squad!.
Assim como seu antecessor, The Smell of Fear conta no elenco com Leslie Nielsen, Priscilla Presley, George Kennedy e O.J. Simpson. O filme ocorre posteriormente aos acontecimentos de The Naked Gun e mostra o desastrado detetive Frank Drebin sendo incumbido numa missão de salvar o Dr. Albert Mainheimer, um cientista que irá publicar um relatório mostrando como ter energia barata, o que incomoda Quentin Hapsburg, que junto dos fornecedores de combustíveis, o sequestram e o substituem por um sósia. O filme também apresenta Robert Goulet (que já havia feito uma participação especial em Police Squad!) interpretando o vilão Quentin Habsburg.
Também como The Naked Gun, David Zucker também dirigiu e escreveu esse filme. Jim Abrahams e Jerry Zucker ficaram responsáveis pela produção executiva. O longa foi lançado nos Estados Unidos em 28 de junho de 1991 e se tornou um sucesso de bilheteria, arrecadando um pouco mais de US$ 86 milhões.

## Enredo
Após os acontecimentos do primeiro filme, o Tenente Frank Drebin e Jane Spencer terminam seu relacionamento. Frank participa de um jantar na Casa Branca, onde o presidente George H. W. Bush anuncia que irá utilizar um programa de energia no país mais viável economicamente sob recomendação do Dr. Albert Meinheimer. Todavia, os líderes das indústrias de carvão, petróleo e energia nuclear mostram-se descontentes com essa decisão (pois claramente irão perder bastante lucro com isso) e mostram-se revoltados pelo fato do Dr. Meinheimer apoiar fortemente a utilização das energias renováveis. 
Jane Spencer, agora funcionária do Dr. Meinheimer, está trabalhando até tarde no seu instituto de pesquisa, chorando muito por sentir falta de seu ex Frank. Ela vê um homem com atitudes suspeitas entrando em uma van vermelha no estacionamento. Um funcionário da limpeza, ao esvaziar um recipiente de lixo na sala do Dr. Meinheimer, descobre uma bomba-relógio e decide levá-la para os seguranças do local, onde, acidentalmente, acabam provocando uma explosão. Na manhã seguinte, Frank se reencontra com Jane, na qual servira de testemunha da explosão; ela mostra ao tenente o interior do instituto em busca de provas e acaba por conhecer o novo namorado de Jane, o executivo e dono de uma grande indústria de petróleo Quentin Hapsburg, sob o qual Frank demonstra ter ciúmes. Algumas horas mais tarde, o chefe de Frank, Ed Hocken, encontra-o em um bar solitário onde o pobre tenente se lamenta muito pelo fim do relacionamento com a bela moça. Enquanto isso, em uma reunião dos líderes das indústrias de energia não-renováveis, Hapsburg revela aos mandatários que ele raptou o Dr. Meinheimer e que encontrou um sósia exatamente idêntico a ele, Earl Hacker, que se passará pelo verdadeiro Dr. Meinheimer numa comitiva que o presidente dará sobre a nova decisão, onde a qual o sósia defenderá a continuidade do uso das energias comuns, fazendo com que o presidente desista da ideia de utilizar energias renováveis e, assim, beneficie os donos das indústrias de petróleo, carvão e energia nuclear.
O esquadrão de polícia, depois de uma perícia no local da explosão, encontra uma carteira com um documento pertecente a Hector Savage. Na mesma carteira, os policiais acham o que parece ser um cartão de um sex shop com o nome de Savage. Frank, Ed e o detetive Nordberg vão até o endereço do sex shop e encontram a tal van vermelha vista por Jane estacionada ali perto e decidem instalar nela um rastreador. Dentro do sex shop, Hector descobre que os policiais estão atrás dele e foge com a van, na qual Nordberg ainda não havia lhe terminado a instalação do rastreador e acaba sendo "arrastado" pelo enorme veículo durante a fuga. O bandido decide parar em uma casa, enquanto que Nordberg acaba sendo levado acidentalmente por um ônibus até Detroit. Dentro da casa, e com ela já cercada pela polícia, o bandido exige dinheiro. Frank decide utilizar um tanque da SWAT que estava por ali para adentrar na casa, mas acaba falhando por, inadvertidamente, permitir que Hector escape. Por não saber controlar o tanque, Frank acaba indo até o jardim zoológico da cidade com o veículo e faz um enorme buraco no muro do local fazendo com que todos os animais escapem e se espalhem pela cidade. 
Mais tarde, naquela noite em uma festa de confraternização, Frank encontra com o falso e "cadeirante" Dr. Meinheimer e o estranha quando ele demonstra ter dificuldades de se lembrar de Frank, uma vez que os dois já se encontraram pela primeira vez na Casa Branca e também na manhã seguinte a da explosão no instituto de pesquisa, onde Jane havia dito a Frank que o Dr. Meinheimer tinha uma memória fotográfica. Frank torna as coisas ainda piores, quando ele tenta ajudar o falso Dr. Meinheimer a ir ao palco fazer um discurso empurrando sua cadeira de rodas, causando uma enorme confusão no local. Na mesma noite, Frank decide ir ao apartamento de Jane para perguntar se ela havia estranhado algumas atitudes de Meinheimer ou até mesmo alguma mudança em seus hábitos; Jane responde que notou leves mudanças como o Dr. estar 30 centímetros mais "alto". Depois de Frank contar suas suspeitas a Jane, a moça se recusa a acreditar nele. Momentos depois, Hector entra na casa tentando matar Jane, mas é impedido por Frank. Depois de uma dura briga que termina com Frank "estourando" o corpo de Hector com a ajuda de uma mangueira de incêndio, Jane perde perdão a Frank e reata suas relações amorosas com o tenente.
No dia seguinte, o esquadrão de polícia inicia uma operação na sede da Hexagon Oil, empresa de propriedade de Hapsburg, onde o verdadeiro Dr. Meinheimer é mantido refém. Frank tenta disfarçadamente entrar no prédio, mas é descoberto e capturado pelos capangas do empresário vilão. Contudo, o restante dos policiais invade o local e prende os meliantes, soltando Frank e finalmente libertando o verdadeiro Dr. Meinheimer. Os policiais, com isso, vão até o jantar onde haverá o discurso do presidente Bush e do sósia Earl. Todavia, por conta das desastrosas confusões causadas pelo tenente Frank na noite anterior, os policiais são proibidos de entrar no local. Frank, Ed, Meinheimer e Nordberg (já de volta de Detroit) decidem se fantasiar de cantores latinos e conseguem driblar a segurança do local, mas acabam cantando para os convidados do jantar. Após isso, Frank encontra o tal sósia e confronta-o, porém alguns membros da equipe do Chicago Bears que estavam ali presentes veem a briga e desferem diversos golpes em Frank para defenderem o falso cadeirante. A confusão termina quando Ed e o verdadeiro Dr. Meinheimer desmascaram Earl aos convidados, fazendo com que o verdadeiro Dr. faça o discurso a favor do uso das energias renováveis.
Ed Hocken informa ao público que Quentin tentou impedir o uso das energias renováveis, no entanto, o malicioso empresário deixa o local mantendo Jane refém levando-a para o topo do edifício, sendo seguidos por Frank. Depois de trocarem tiros no último andar do prédio, Quentin diz a Frank que ele tem mais um truque na manga: o malfeitor revela ter instalado no edifício uma bomba-relógio nuclear que irá matar a todos dentro do prédio e que somente ele tem o código para desligar o disposito. Contudo, depois de uma briga Frank consegue dominar Hapsburg a ponto de mantê-lo pendurado numa janela do prédio ameaçando-o soltá-lo caso não revele o código, porém quando Frank estava prestes a obter a senha, Ed acaba, sem querer, empurrando Frank fazendo com que o tenente solte o empresário que cai da janela em direção a rua. Quando estava prestes a chegar no solo, Quantin cai em cima de um toldo do edifício, amortecendo sua queda e chegando ileso no chão, mas é imediatamente devorado por um leão do zoológico que Frank havia "libertado".
Frank libera Jane das algemas que Hapsburg havia lhes colocado e, juntos, tentam desligar a bomba, enquanto Ed e Nordberg voltam para o salão do jantar para esvaziá-lo de gente. Após várias tentativas falhadas, Frank finalmente consegue desarmar a bomba no último segundo ao tropeçar no cabo de alimentação da tomada, desconectando-o e, assim, desligando o aparelho. Com o prédio a salvo, Frank é elogiado pelo presidente Bush, que lhe oferece um emprego de chefe do Esquadrão da Polícia Federal. No entanto, Frank recusa a oferta para dar maior atenção e devido valor a Jane, e a pede em casamento, aceito pela moça. Eles então saem para uma varanda do local, onde são ovacionados pela multidão. Porém, o desastrado tenente empurra acidentalmente a primeira-dama Barbara Bush para fora da sacada, onde ela consegue se segurar. Frank tenta ajudá-la, mas acaba sem querer tirando o seu vestido, terminando o filme.

## Elenco
- Leslie Nielsen — Tenente Frank Drebin
- Priscilla Presley — Jane Spencer
- George Kennedy — Capitão Ed Hocken
- O.J. Simpson  — Detective Nordberg
- Robert Goulet  — Quentin Hapsburg
- Richard Griffiths  — Dr. Albert S. Meinheimer/Earl Hacker
- Jacqueline Brookes  — Commissária de Polícia Anabell Brumford
- Anthony James  — Hector Savage
- Lloyd Bochner  — Terence Baggett
- Tim O'Connor  — Donald Fenswick
- Peter Mark Richman  — Arthur Dunwell
- Ed Williams  — Ted Olsen
- John Roarke  — Presidente George Bush
- Margery Ross  — Primeira-Dama Barbara Bush
- Peter Van Norden  — Chefe de Gabinete John Sununu
- Gail Neely  — Winnie Mandela
- Sally Rosenblatt  — Srª. Redmond
- Alexander Folk  — Policial Crackhouse
- "Weird Al" Yankovic  — Chefe da Delegacia de Policia
- Gina Mastrogiacomo  — atendente do Sex Shop

## Música
Assim como o primeiro filme, a trilha sonora de The Smell of Fear também foi composta e orquestrada pelo compositor americano Ira Newborn. Ele compôs desde os blues do bar Blue Note Club até a música-tema da Franquia Naked Gun.

### Trilha sonora
Em conjunto com The Naked Gun 2½: The Smell of Fear, a gravadora Varèse Sarabande lançou uma trilha sonora que combina as melhores composições dos dois primeiros filmes da série Naked Gun[carece de fontes?]:

#### Lista de faixas
| #  | Título                 | Duração | Filme                                          |
| -- | ---------------------- | ------- | ---------------------------------------------- |
| 1  | Beirut Vacation        | 0:56    | The Naked Gun: From the Files of Police Squad! |
| 2  | Drebin-Hero!           | 1:03    | The Naked Gun 2½: The Smell of Fear            |
| 3  | Main Title             | 2:00    | The Naked Gun: From the Files of Police Squad! |
| 4  | Meat Miss Spencer      | 5:28    | The Naked Gun: From the Files of Police Squad! |
| 5  | There's Been a Bombing | 0:47    | The Naked Gun 2½: The Smell of Fear            |
| 6  | The Exciting Chase     | 2:44    | The Naked Gun: From the Files of Police Squad! |
| 7  | Bad Boys & Meinheimers | 2:44    | The Naked Gun 2½: The Smell of Fear            |
| 8  | Miss Spencer           | 1:00    | The Naked Gun: From the Files of Police Squad! |
| 9  | Hey Look at These      | 0:44    | The Naked Gun 2½: The Smell of Fear            |
| 10 | On the Ledge           | 1:36    | The Naked Gun: From the Files of Police Squad! |
| 11 | Thinking of... Him!    | 2:33    | The Naked Gun 2½: The Smell of Fear            |
| 12 | The Date               | 0:56    | The Naked Gun 2½: The Smell of Fear            |
| 13 | Roof, Roof!!           | 4:14    | The Naked Gun 2½: The Smell of Fear            |
| 14 | I Must Kill Frank      | 3:10    | The Naked Gun: From the Files of Police Squad! |
| 15 | I Want a World         | 1:47    | The Naked Gun 2½: The Smell of Fear            |
| 16 | End Credits            | 4:32    | The Naked Gun 2½: The Smell of Fear            |

## Recepção

### Crítica
Owen Gleiberman da Entertainment Weekly deu uma nota B+ para o longa e observou que, de certa forma, este era o mais previsível dos filmes feitos pelo trio Zucker, Abrahams e Zucker. Kenneth Turan escreveu no Los Angeles Times que deve-se considerar  que The Naked Gun 2 ½: The Smell of Fear possui um título engraçado o suficiente, dizendo que a única "graça' do filme é essa, alegando que o filme em si dificilmente consegue fazer o espectador rir.

### Bilheteria
Contudo, apesar das críticas mistas, o filme conseguiu ser um sucesso comercial, superando até mesmo seu antecessor. The Naked Gun 2½: The Smell of Fear bateu Robin Hood - O Príncipe dos Ladrões em seu primeiro fim-de-semana nas bilheterias, arrecadando mais de US$ 86 milhões só nos Estados Unidos contra um orçamento de US$ 23 milhões. Foi o 10º melhor desempenho  comercial de um filme lançado em 1991